# Marianne Noack
Marianne Noack (n. 5 octombrie 1951, Rostock, RDG) este o gimnastă artistică ce a reprezentat Republica Democrată Germană, medaliată olimpică. A participat la o ediție a Jocurilor Olimpice (1968) în care a câștigat o medalie de bronz.

## Participări
Lista de mai jos prezintă principalele competiții la care a participat Marianne Noack de-a lungul carierei.
- gymnastics at the 1968 Summer Olympics – women's artistic team all-around[*]